# Harry Aarts
Henricus Johannes Bernardus (Harry) Aarts ('s-Hertogenbosch, 9 maart 1930 – Tilburg, 25 maart 2020) was een Nederlands politicus voor de Katholieke Volkspartij (KVP), tot 11 oktober 1980, en het Christen-Democratisch Appèl (CDA), vanaf 11 oktober 1980.

## Levensloop
Na de HBS studeerde Aarts politicologie aan de Katholieke Universiteit Nijmegen. Hij begon zijn carrière als lid van de gemeenteraad van 's-Hertogenbosch, van 1 september 1953 tot 2 september 1958. Daarna was hij werkzaam als personeelschef bij Heineken Brouwerijen Nederland te ’s-Hertogenbosch. Van 1959 tot 1965 was Aarts organisatieadviseur van de Vereniging van Nederlandse Gemeenten. Van 16 juli 1965 tot 16 maart 1974 was hij burgemeester van Berkel-Enschot en van 23 januari 1973 tot 1 oktober 1993 was hij lid van de Tweede Kamer der Staten-Generaal. In de Tweede Kamer der Staten-Generaal hield Aarts zich voornamelijk bezig met binnenlandse zaken en ontwikkelingssamenwerking. Hij was tevens woordvoerder van buitenlandse zaken en ontwikkelingssamenwerking van de CDA-Tweede Kamerfractie. Van 1 oktober 1993 tot 1 oktober 1998 was Aarts lid van de Raad van State in buitengewone dienst.
H.J.B. Aarts overleed in 2020 op 90-jarige leeftijd aan COVID-19.

## Partijpolitieke functies
- Lid van het bestuur KVP-afdeling
- Voorzitter van de regionale jongerenorganisatie

## Ridderorden
- Ridder in de Orde van de Nederlandse Leeuw, 29 april 1985
- Grootkruis in de Orde van San Carlos van Colombia 1985